# Micrisophylla saddlensis
Micrisophylla saddlensis là một loài rêu tản trong họ Lepidoziaceae. Loài này được (Besch. & A. Massal.) Fulford miêu tả khoa học lần đầu tiên năm 1964.